# Vanilla montana
Vanilla montana är en orkidéart som beskrevs av Henry Nicholas Ridley. Vanilla montana ingår i släktet Vanilla och familjen orkidéer. Inga underarter finns listade i Catalogue of Life.